# Agitacja (medycyna)
Agitacja (niepokój psychoruchowy) – zespół objawów ze sfery motorycznej i emocjonalnej, charakterystyczny m.in. dla zaburzeń psychicznych, takich jak choroba afektywna dwubiegunowa, ADHD, zaburzenia depresyjne, zespół lęku uogólnionego. 
Objawy:
- wzmożona, nieukierunkowana aktywność ruchowa,
- silne uczucie wewnętrznego niepokoju lub lęku,
- wykonywanie bezcelowych czynności, np. chodzenie w kółko, obgryzanie paznokci, wiercenie się,
- niemożność usiedzenia w jednym miejscu,
- trudności lub całkowita niezdolność koncentracji i skupienia uwagi,
- gonitwa myśli.

## Leczenie
Leczenie doraźne obejmuje podanie pacjentowi leków uspokajających, najczęściej pochodnych benzodiazepiny, takich jak diazepam, bromazepam, alprazolam itp. 
Żeby zapobiec pojawianiu się objawów agitacji stosuje się leki przeciwdepresyjne z grupy SSRI lub ASRI z przeciwlękowym profilem działania (escitalopram, paroksetyna). Podaje je się łącznie z niskimi dawkami leków neuroleptycznych II generacji (atypowych), najczęściej kwetiapiną lub olanzapiną.